# Friula
Friula là một chi nhện trong họ Araneidae.